# BEL 20
Pour les articles homonymes, voir BEL.
BEL20 est l'acronyme du principal indice d'actions de la bourse de Bruxelles en Belgique. Il regroupe les 20 sociétés cotées sur Euronext Bruxelles dont la capitalisation boursière flottante (les titres effectivement en circulation) est la plus importante.

## Histoire
Les premiers indices de la bourse de Bruxelles remontent au début du 20e siècle et leur méthodologie était bien différente de celle du BEL20. En particulier, la forme actuelle de l'indice est liée à l'apparition des produits dérivés sur indice qui implique une méthodologie spécifique. C'est pourquoi l'indice BEL20 est lancé avec le marché des dérivés (alors appelé Belfox), le 18 mars 1991 sur base d'une valeur de référence de 1 000 € au 30 décembre 1990. L'indice clôture sa première journée d'existence à 1 180 points (+ 18 % par rapport au 31 décembre 1990). Le 18 mars 2021, l'indice BEL20 célèbre ses 30 années d'existence.

## Présentation
L'indice BEL20 est géré par le groupe NYSE Euronext. Il est le principal indice boursier national de la Bourse de Bruxelles. C'est un indice à panier (c’est-à-dire calculé par pondération des actions qui le composent) qui est diffusé en temps réel par la société Euronext Bruxelles, même si chacune des 20 sociétés dont les actions composent l’indice BEL20 n’a pas la Bourse de Bruxelles pour place financière de référence (par exemple, en 2010, GDF-Suez, dont la place financière de référence est Euronext Paris).
Les actions de l’indice BEL20 sont les titres les plus liquides du marché Euronext Bruxelles, et ceux des 20 sociétés cotées dont la capitalisation boursière flottante (les titres effectivement en circulation) est la plus importante.
Des produits financiers dérivés, par exemple le tracker « BEL 20 Master Unit » sont adossés à l’indice et font l’objet de transactions sur Euronext Bruxelles.
A noter que le nombre de composants de l'indice (20) est inférieur au minimum communément admis de 30 observations nécessaires afin d'obtenir une signification statistique.
Son code mnémonique est  ^BFX, son code ISIN BE0389555039.

## Mise à jour
La composition de l'indice est revue chaque année au mois de mars, le troisième vendredi du mois . Les sociétés qui ne satisfont plus aux critères quittent l'indice et sont remplacées par de nouvelles valeurs. Les compagnies sélectionnées doivent être « représentatives du marché belge », et avoir au moins 15 % de capital flottant.
En outre, ce capital flottant doit excéder le prix de l'indice (évalué au dernier jour de l'année précédente) d'un facteur d'au moins 300 000. Si, lors d'une revue annuelle, ce facteur passe en dessous de 200 000, alors le titre en question ne peut plus rester dans l'indice.
Une société qui n'a plus la bourse de Bruxelles comme marché de référence peut rester dans l'indice pour autant son personnel employé en Belgique réprésente au moins 15% du personnel total consolidé au niveau du groupe.
Quand une compagnie intègre l'indice, sa pondération - calculée sur base du capital flottant - ne peut excéder 12 % de la composition de l'indice. Ultérieurement, lors des revues annuelles, cette pondération ne peut pas aller au-delà de 15 %.
La vélocité du capital flottant doit atteindre 35 %, ce qui signifie qu'au moins 35 % des actions doivent avoir changé de mains dans l'exercice annuel précédent. Pour les actions déjà présentes dans l'indice, cette limite passe à 30 %
La fréquence de mise à jour du niveau de l'indice est de 15 secondes.
En mars 2021, les sociétés Barco et ING quittent l'indice et sont remplacées par Elia et Melexis

## Composition de l'indice
Composition de poids indiciel au 31 mars 2021.
| Société                | Secteur d'activité           | Symbole         | Poids dans l'indice (%) |
| ---------------------- | ---------------------------- | --------------- | ----------------------- |
| AB InBev               | Brasserie                    | Euronext : ABI  | 12,07                   |
| Ackermans & van Haaren | Conglomérat                  | Euronext : ACKB | 2,45                    |
| Aedefica               | Immobilier                   | Euronext: AED   | 2,69                    |
| Ageas                  | Assurance                    | Euronext : AGS  | 7,51                    |
| Aperam                 | Sidérurgie                   | Euronext : APAM | 1,53                    |
| arGEN-X                | Industrie pharmaceutique     | Euronext : ARGX | 9,93                    |
| Cofinimmo              | Société foncière             | Euronext : COFB | 2,38                    |
| Colruyt Group          | Distribution                 | Euronext : COLR | 2,77                    |
| Elia Group             | Electricité                  | Euronext: ELI   | 2,68                    |
| Galapagos (en)         | Industrie pharmaceutique     | Euronext : GLPG | 2,34                    |
| GBL                    | Holding financière           | Euronext : GBLB | 7,70                    |
| KBC                    | Banque                       | Euronext : KBC  | 11,61                   |
| Melexis                | Semi-conducteurs             | Euronext : MELE | 1,36                    |
| Proximus               | Télécommunication            | Euronext : PROX | 2,35                    |
| Sofina                 | Holding financière           | Euronext : SOF  | 3,70                    |
| Solvay                 | Industrie chimique           | Euronext : SOLB | 6,08                    |
| Telenet Group          | Service de télécommunication | Euronext : TNET | 1,31                    |
| UCB                    | Industrie pharmaceutique     | Euronext : UCB  | 8,53                    |
| Umicore                | Industrie chimique           | Euronext : UMI  | 7,88                    |
| WDP (nl)               | Société foncière             | Euronext : WDP  | 3,20                    |

## Autres indices et autres bourses

### Autres indices
Outre le BEL20, il existe pour  la Belgique le BEL Mid, BEL Small, BEL Next 150, BEL Technology, BEL Continous, Bel All shares.
Le BEL20 a son équivalent dans les pays limitropes: AEX (Pays-Bas), CAC 40 (France), DAX (Allemagne), LuxX (Luxembourg), ainsi que dans la plupart des pays industrialisés.

### Corrélation avec les autres bourses
Les performances annuelles du BEL20 se sont rapprochées de celles du Dow Jones, du DAX, du CAC 40 et du Footsie, les grands marchés boursiers étant de plus en plus dépendants les uns des autres depuis une quinzaine d'années[Quand ?].